# Le Lardin-Saint-Lazare
Le Lardin-Saint-Lazare (okzitanisch: Lo Lardin e Sent Lazar) ist eine südwestfranzösische Gemeinde (commune) mit 1.666 Einwohnern (Stand: 1. Januar 2022) im Département Dordogne im Nordosten der Region Nouvelle-Aquitaine. Le Lardin-Saint-Lazare gehört zum Arrondissement Sarlat-la-Canéda und zum Kanton Le Haut-Périgord noir. Die Bewohner werden Vézeriens und Vézeriennes oder Lardinois und Lardinoises genannt.

## Lage
Le Lardin-Saint-Lazare liegt in der alten Kulturlandschaft des Périgord nahe der Grenze zum Limousin etwa 40 Kilometer ostsüdöstlich von Périgueux und etwa 24 Kilometer westsüdwestlich von Brive-la-Gaillarde. Die Vézère bildet die südliche Gemeindegrenze, im Nordosten verläuft ihr Zufluss Elle. 
Umgeben wird Le Lardin-Saint-Lazare von den Nachbargemeinden Beauregard-de-Terrasson im Norden, Terrasson-Lavilledieu im Osten, Condat-sur-Vézère im Süden, Les Farges im Südwesten, La Bachellerie im Westen sowie Peyrignac im Nordwesten.

## Bevölkerungsentwicklung
| Jahr                      | 1962 | 1968 | 1975 | 1982 | 1990 | 1999 | 2006 | 2012 | 2020 |
| Einwohner                 | 1160 | 1761 | 1982 | 2037 | 2047 | 1846 | 2000 | 1862 | 1672 |
| Quelle: Cassini und INSEE |      |      |      |      |      |      |      |      |      |

## Wirtschaft
Wie das Wappen der Gemeinde zeigt, ist die Papierindustrie in Le Lardin-Saint-Lazare ein bedeutender Wirtschaftsfaktor der Region. 

## Sehenswürdigkeiten
- Schloss Peyraux aus dem 17. Jahrhundert, seit 1948 ist das Schloss selbst, seit 1974 Fassaden und Dächer der Nebengebäude als Monument historique eingeschrieben
- Kirche Saint-Lazare in Lazare aus dem 13. Jahrhundert
- Kirche Saint-Laurent in Bersac aus dem 13. Jahrhundert

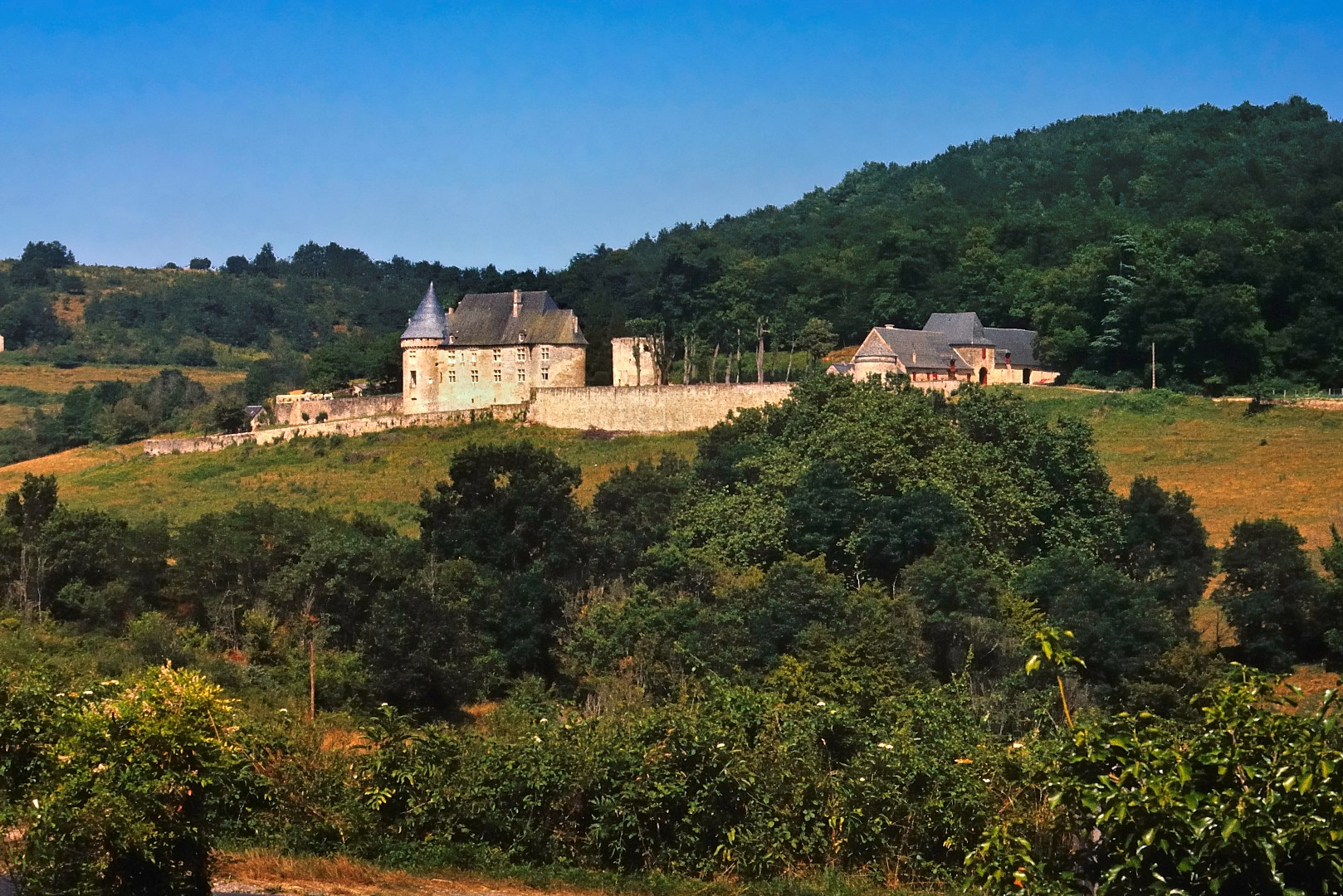
Schloss Peyraux
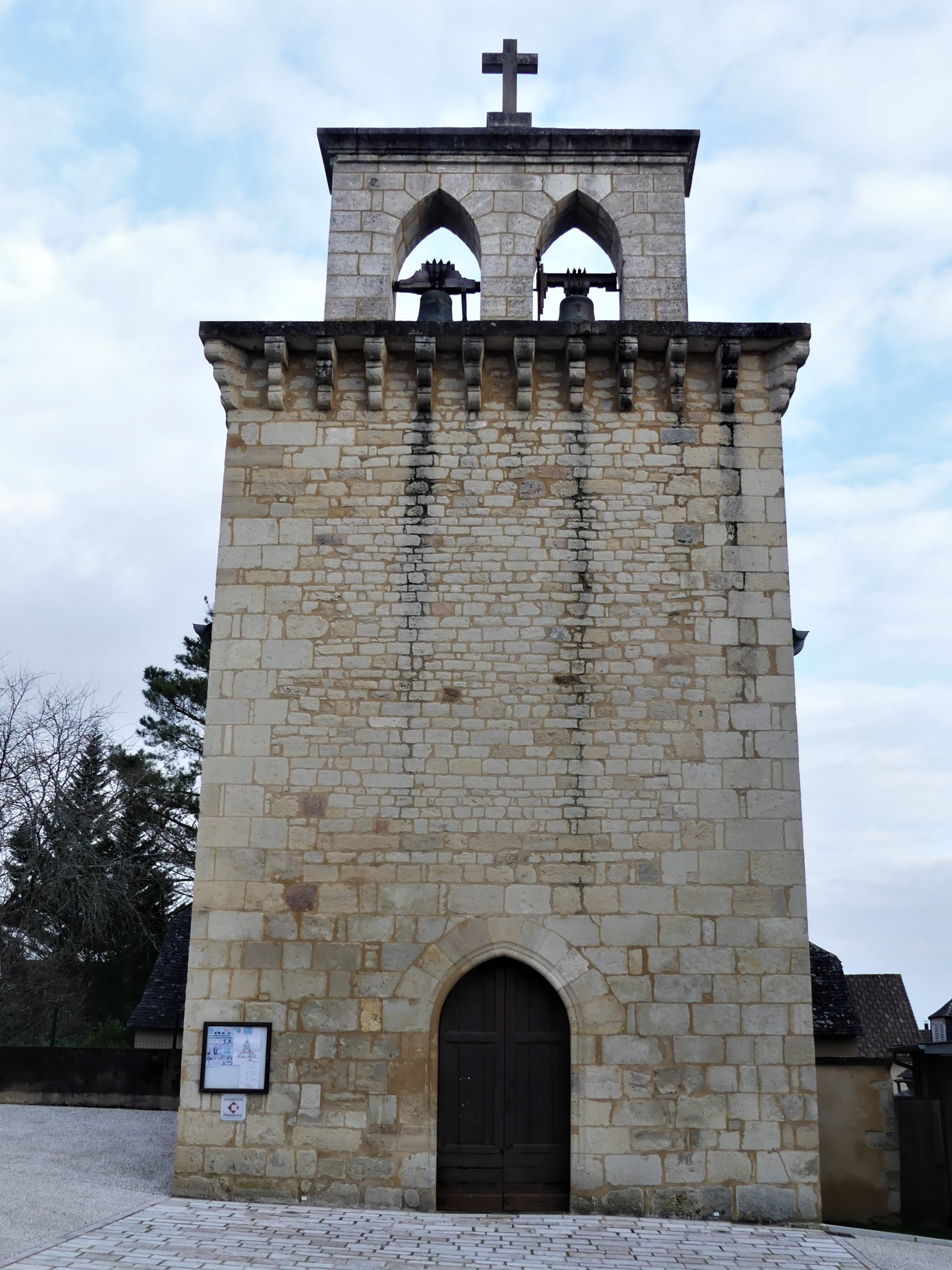
Kirche Saint-Lazare
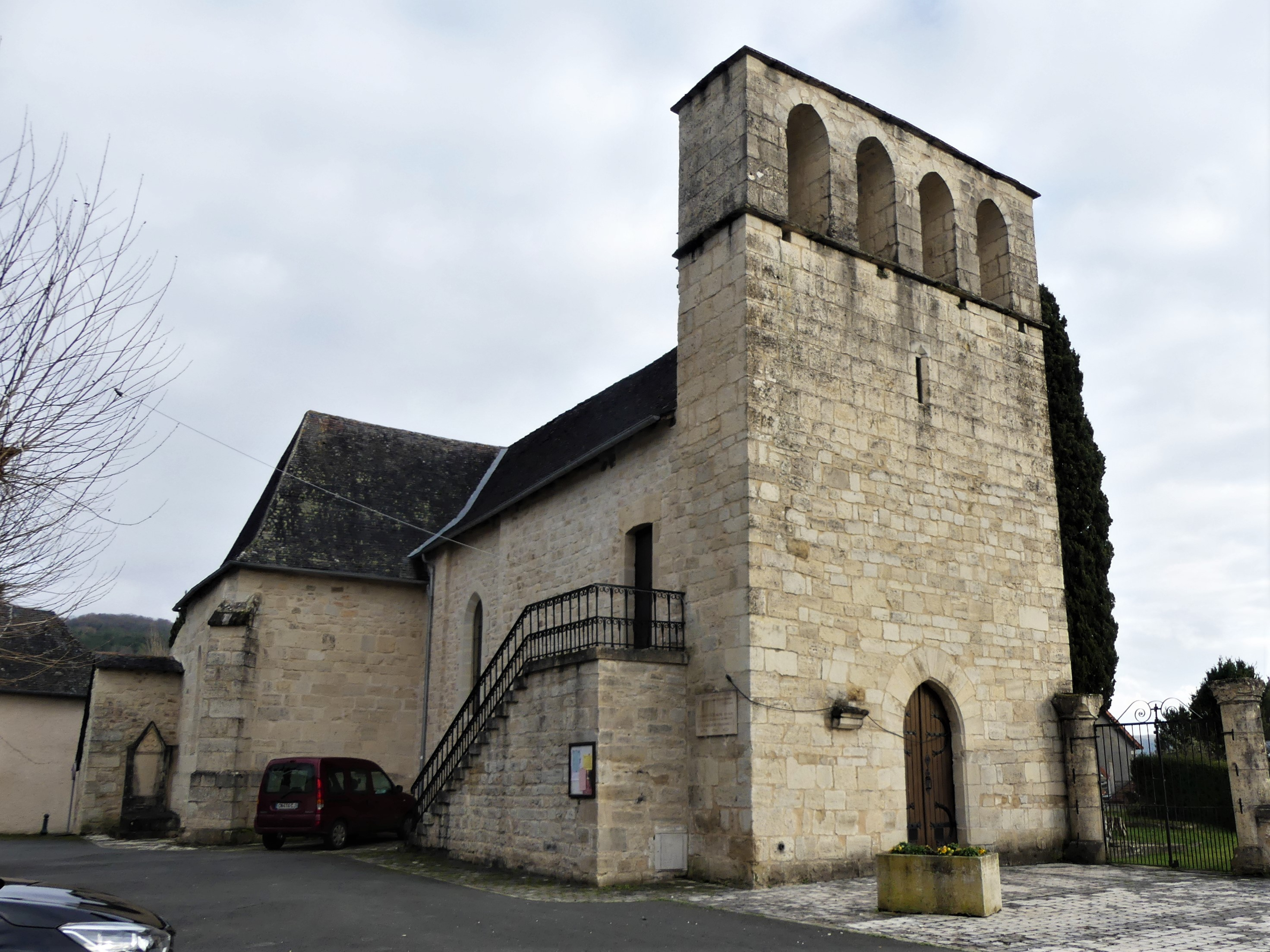
Kirche Saint-Laurent